# Verschlüsselungsprotokoll
Verschlüsselungsprotokolle sind Netzwerkprotokolle, die die verschlüsselte Datenübertragung über ein Rechnernetz garantieren. In der Regel bestehen Verschlüsselungsprotokolle aus einem Schlüsselaustauschprotokoll und symmetrischen Verfahren, die Vertraulichkeit und Integrität der übertragenen Nachrichten sicherstellen.
Die wichtigsten Standards sind:
- Transport Layer Security (TLS, früher Secure Sockets Layer, SSL)
- WPA3 und WPA2
- Secure Shell (SSH)
- IPsec